# Carex supina
Carex supina är en halvgräsart som beskrevs av Carl Ludwig von Willdenow och Göran Wahlenberg. Carex supina ingår i släktet starrar, och familjen halvgräs.

## Underarter
Arten delas in i följande underarter:
- C. s. spaniocarpa
- C. s. supina

## Bildgalleri

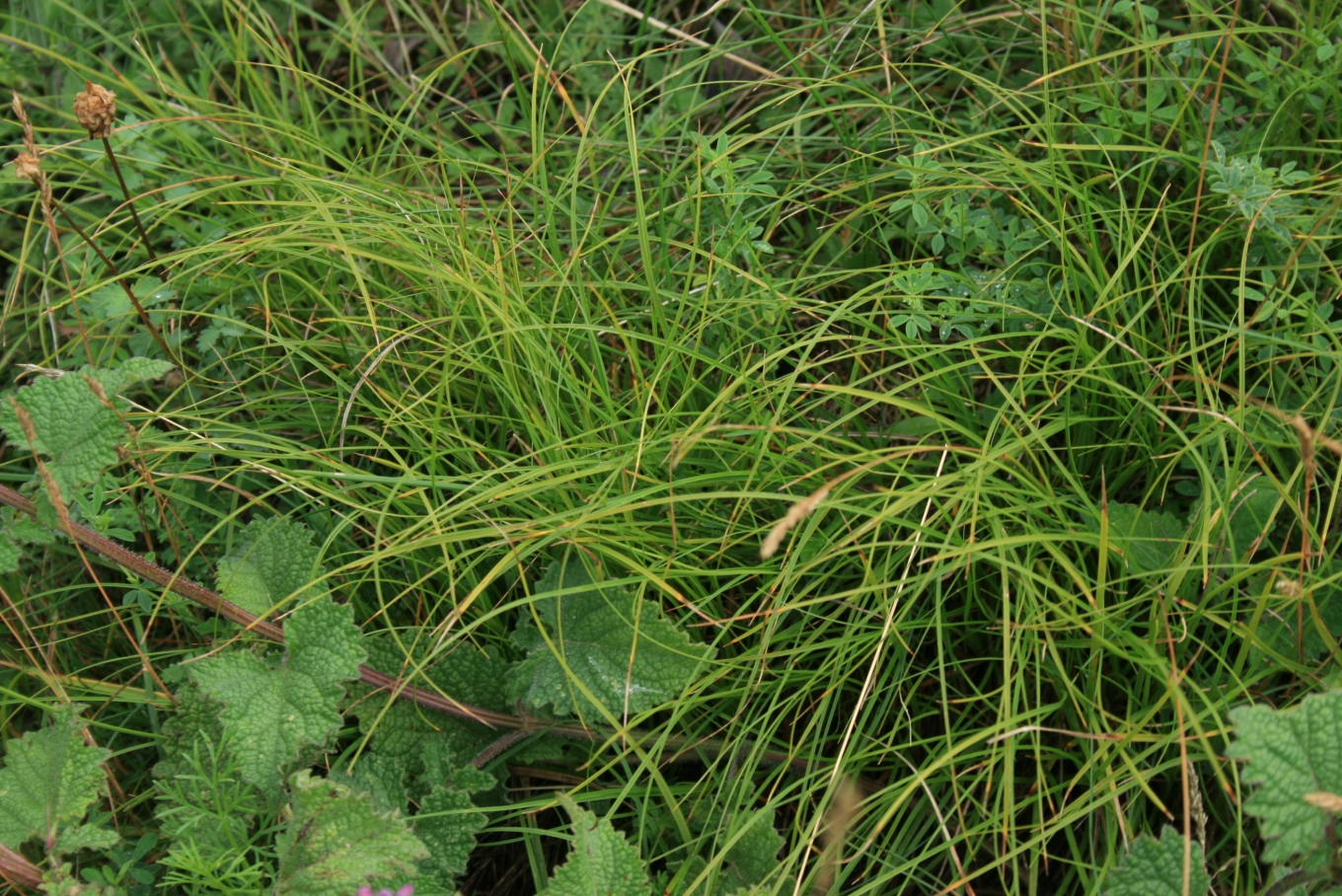
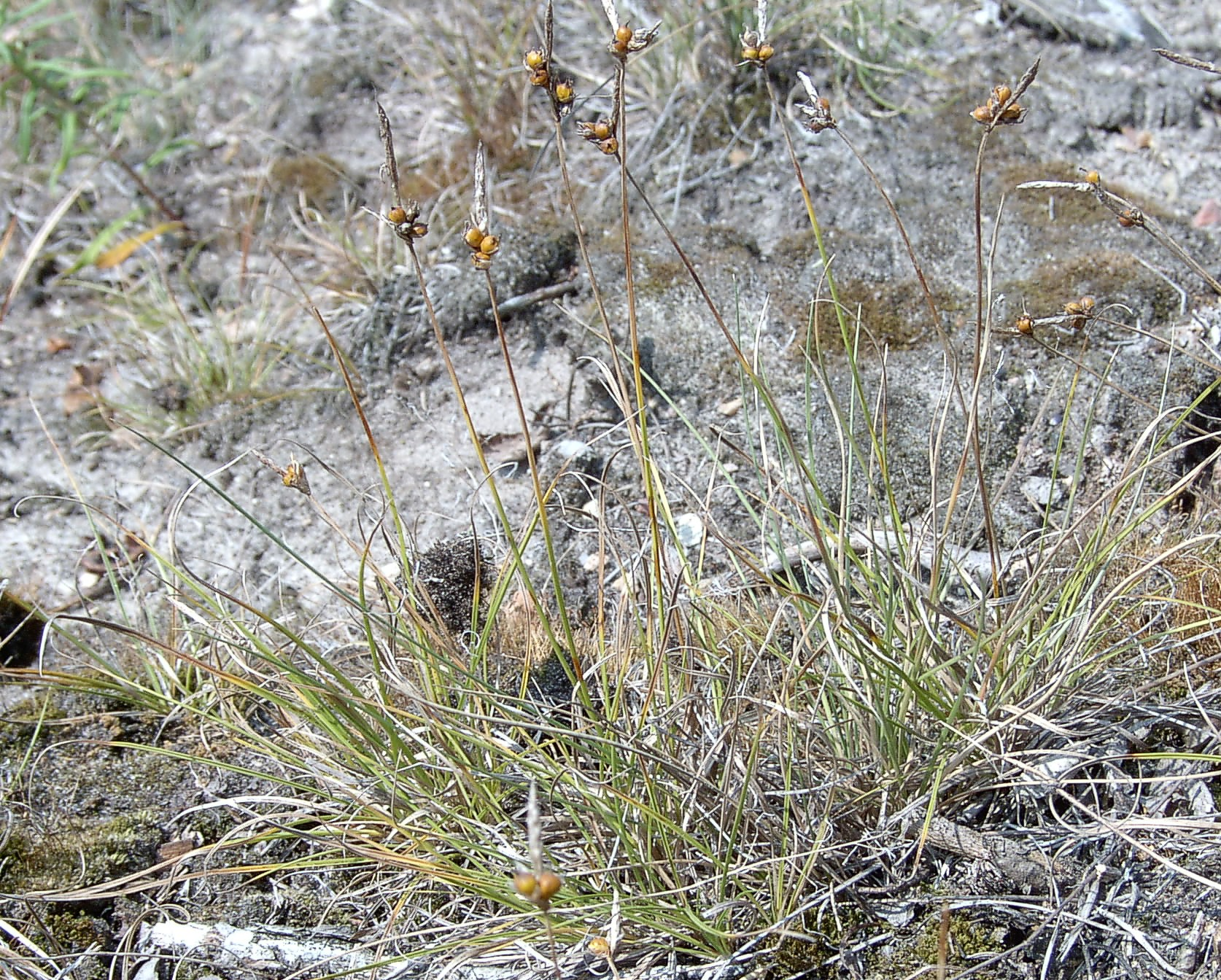
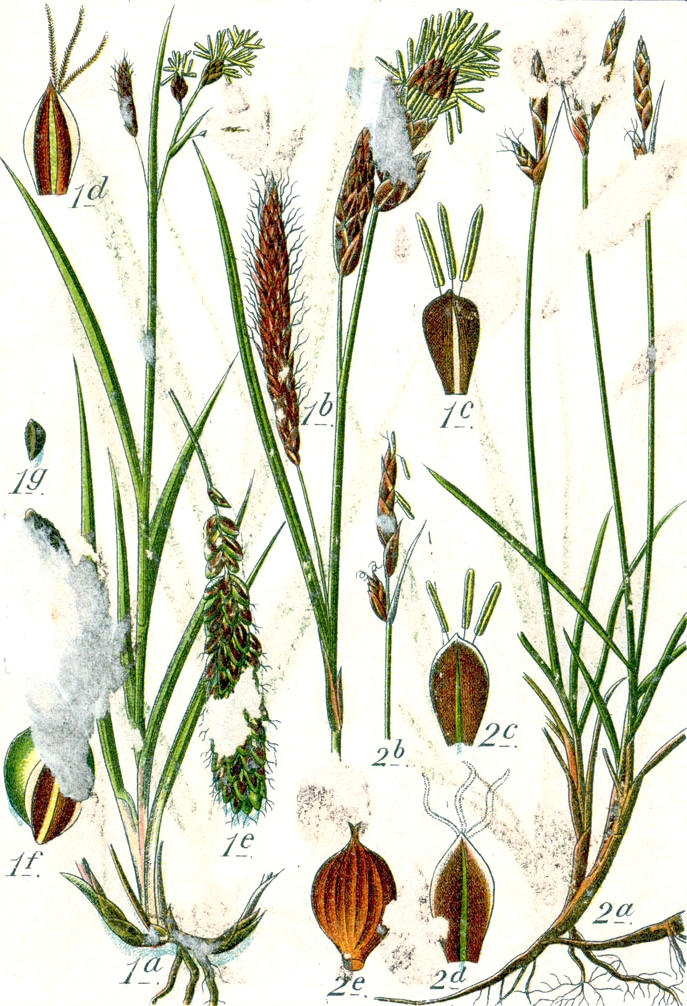
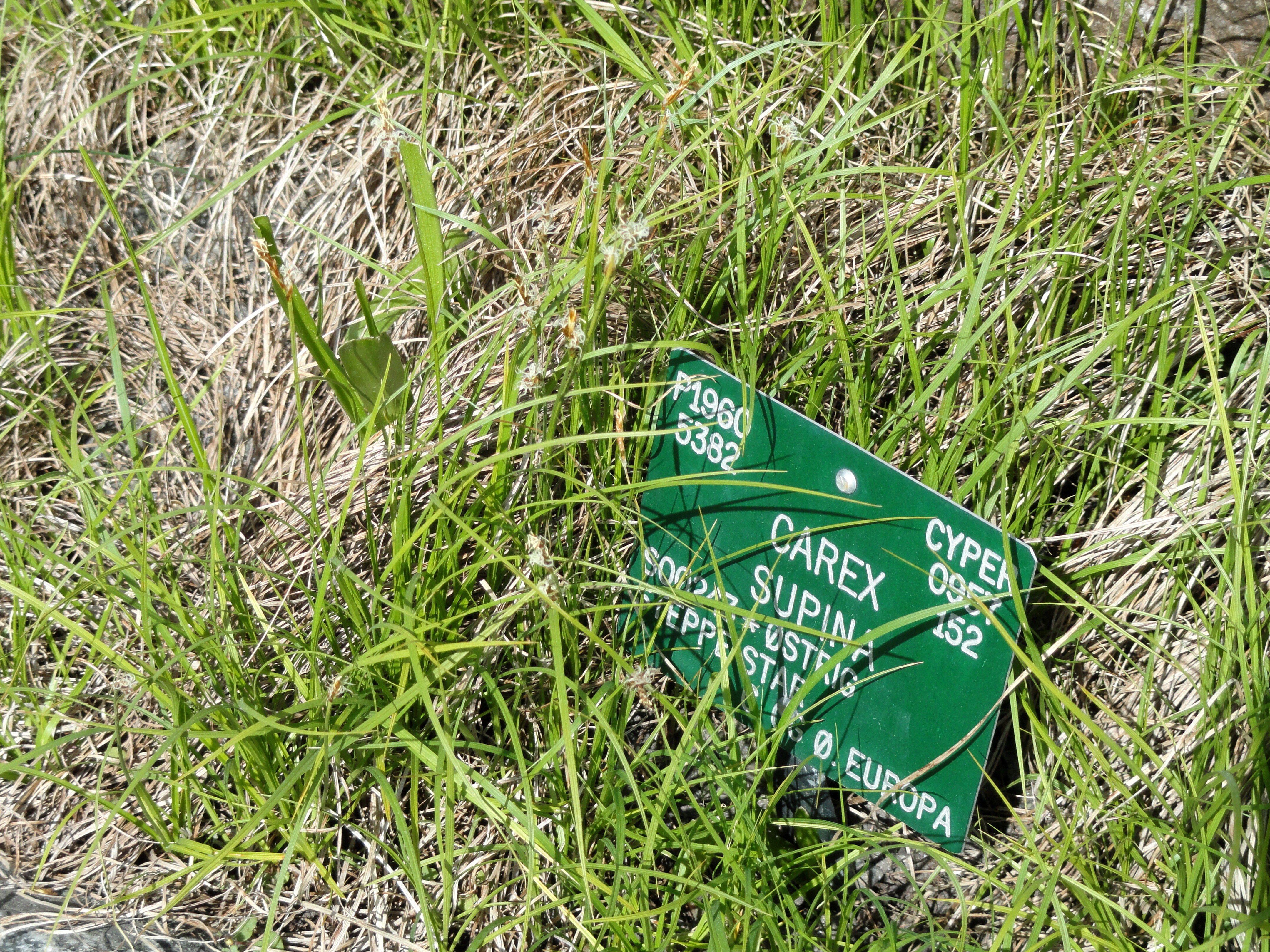